# 태봉고등학교
태봉고등학교(台封高等學校)는 대한민국 경상남도 창원시 마산합포구 진동면 태봉리에 있는 공립 고등학교이다.

## 학교 연혁
- 2010년 3월 1일 : 태봉고등학교 설립인가 9학급(135명)
- 2010년 3월 1일 : 제1대 여태전 교장 취임
- 2010년 3월 2일 : 제1회 입학식 3학급 45명(남 21명, 여 24명)
- 2013년 1월 11일 : 제1회 졸업식 3학급 44명(남 22명, 여 22명)
- 2022년 3월 1일 : 제4대 김정인 교장 취임
- 2022년 12월 29일 : 제11회 졸업식 3학급 43명(남 19명, 여 24명)
- 2023년 3월 1일 : 제14회 입학식 3학급 45명(남 21명, 여 24명)

## 참고 자료
- 태봉고등학교 - 한국교육학술정보원 학교알리미